# شجرة الخلد

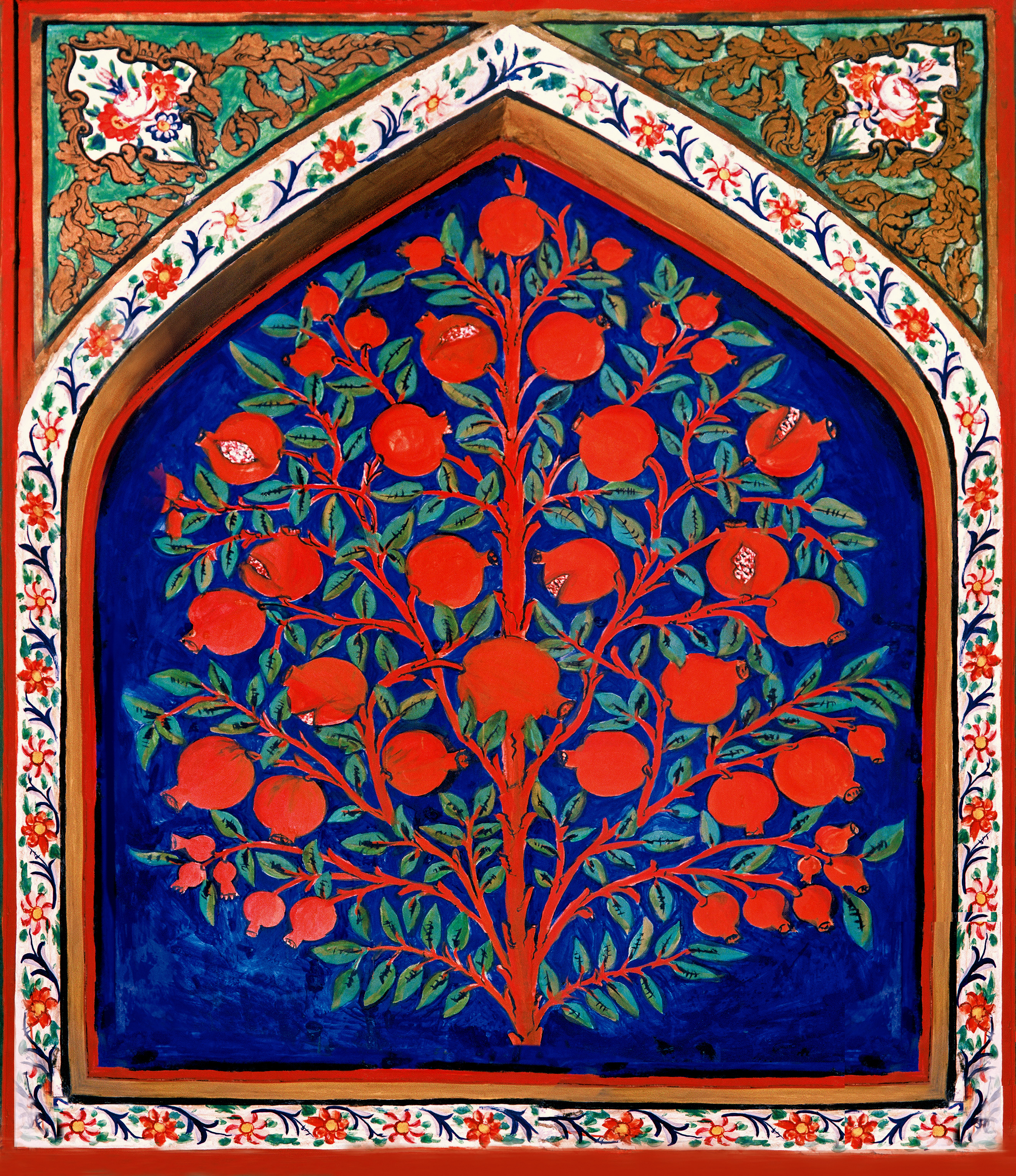
شجرة الخلد، قصر خان شكي، أذربيجان

شَجَرَةُ ٱلۡخُلۡدِ هي الشجرة المُحرمة المذكورة في القرآن التي أكل منها آدم وحواء. كما ألمحت الأحاديث والتفاسير. على عكس شجرة الحياة في الكتاب المقدس يذكر القرآن شجرة واحدة فقط في جنات عدن، وهي التي حرمها الله على آدم وحواء؛ أما مفهوم شجرة المعرفة المحرمة فلا يوجد في القرآن.
القصة كما جاءت في القرآن: ﴿فَوَسْوَسَ إِلَيْهِ الشَّيْطَانُ قَالَ يَا آدَمُ هَلْ أَدُلُّكَ عَلَى شَجَرَةِ الْخُلْدِ وَمُلْكٍ لَا يَبْلَى ۝١٢٠ فَأَكَلَا مِنْهَا فَبَدَتْ لَهُمَا سَوْآتُهُمَا وَطَفِقَا يَخْصِفَانِ عَلَيْهِمَا مِنْ وَرَقِ الْجَنَّةِ وَعَصَى آدَمُ رَبَّهُ فَغَوَى ۝١٢١ ثُمَّ اجْتَبَاهُ رَبُّهُ فَتَابَ عَلَيْهِ وَهَدَى ۝١٢٢﴾ [طه:120–122]، أن الشيطان ظهر لآدم وحواء وأخبرهما أن سبب تحريم الله أكلهم من تلك الشجرة هو أنهم سيصبحون خالدين، فأكل آدم وحوّاء من الشجرة التي نُهيا عن الأكل منها، وأطاعا أمر إبليس، وخالفا أمر ربهما، فانكشفت لهما عوراتهما، وكانت مستورة عن أعينهما، وأقبلا يشدان عليهما من ورق الجنة، ليسترا عوراتهما، وتاب آدم عن هذا الفعل فتاب الله عليه، لكنه هبط من الجنة.